# スック・ヴォンサック
スック・ヴォンサック（Souk Vongsak、1915年1月13日 - 1983年）は、ラオスの王族、政治家。ラオス人民革命党中央委員。殿下 (Chao) の称号を持つ。

## 経歴
フランス統治時代の1915年、ルアンパバーン国王ウンカムの曾孫、Kham-Phanek の孫、Boun Khong の子として、王都ルアンパバーンに生まれた。
第二次世界大戦後、旧宗主国のフランスがラオスの再占領を図ると、ペッサラート殿下を中心に対仏抵抗組織ラーオ・イサラ（自由ラオス）が結成され、1945年10月、ヴォンサックもこれに参加した。1946年、フランス軍に追われタイに亡命。
1949年、ラーオ・イサラ亡命政府が分裂したとき、ヴォンサックはスパーヌウォン殿下らとともに抵抗運動を継続。1950年8月、ネーオ・ラーオ・イサラ（ラオス自由戦線）が結成されると、同戦線中央委員に選出され、「ラオス抗戦政府」教育大臣に就任した。1956年1月、ネーオ・ラーオ・イサラ全国大会において、組織はネオ・ラーオ・ハクサート（ラオス愛国戦線）に改組され、ヴォンサックは中央委員に選出された。
1957年、王国政府と左派ネーオ・ラーオ・ハクサートの間で停戦協定が結ばれ、翌1958年5月、国民議会補充選挙が実施された。ヴォンサックはネオ・ラーオ・ハクサートの候補としてルアンパバーン選挙区から立候補し、国民議会議員に当選した。しかし、右派プイ・サナニコーンが政権を握ると、左派は排除され、内戦が再開した。
1962年、再度停戦協定が結ばれると、同年6月23日、スワンナ・プーマを首班とする第2次連合政府が樹立され、ヴォンサックは公共事業・運輸担当次官として参画した。その後、中立派要人の暗殺事件を機に首都ヴィエンチャンは政情不安となり、1963年には解放区に引き揚げた。
1964年4月、ネオ・ラーオ・ハクサート第2回全国大会において中央委員に再選出。1970年7月、スパヌーウォンの特使としてヴィエンチャンに派遣され、プーマ首相らと会談。1972年2月、ラオス人民革命党第2回党大会で中央委員候補に選出され、党内序列第25位となる。同年10月、和平交渉代表団の次席代表として政府との会談に臨んだ。
1974年4月5日、第3次連合政府が成立すると、情報大臣に就任。
1975年12月、無血革命によりラオス人民民主共和国が建国されると、カイソーン内閣の保健大臣に就任した。
1982年4月、第3回党大会で中央委員に選出され、序列第15位となる。